# Hasta la victoria siempre

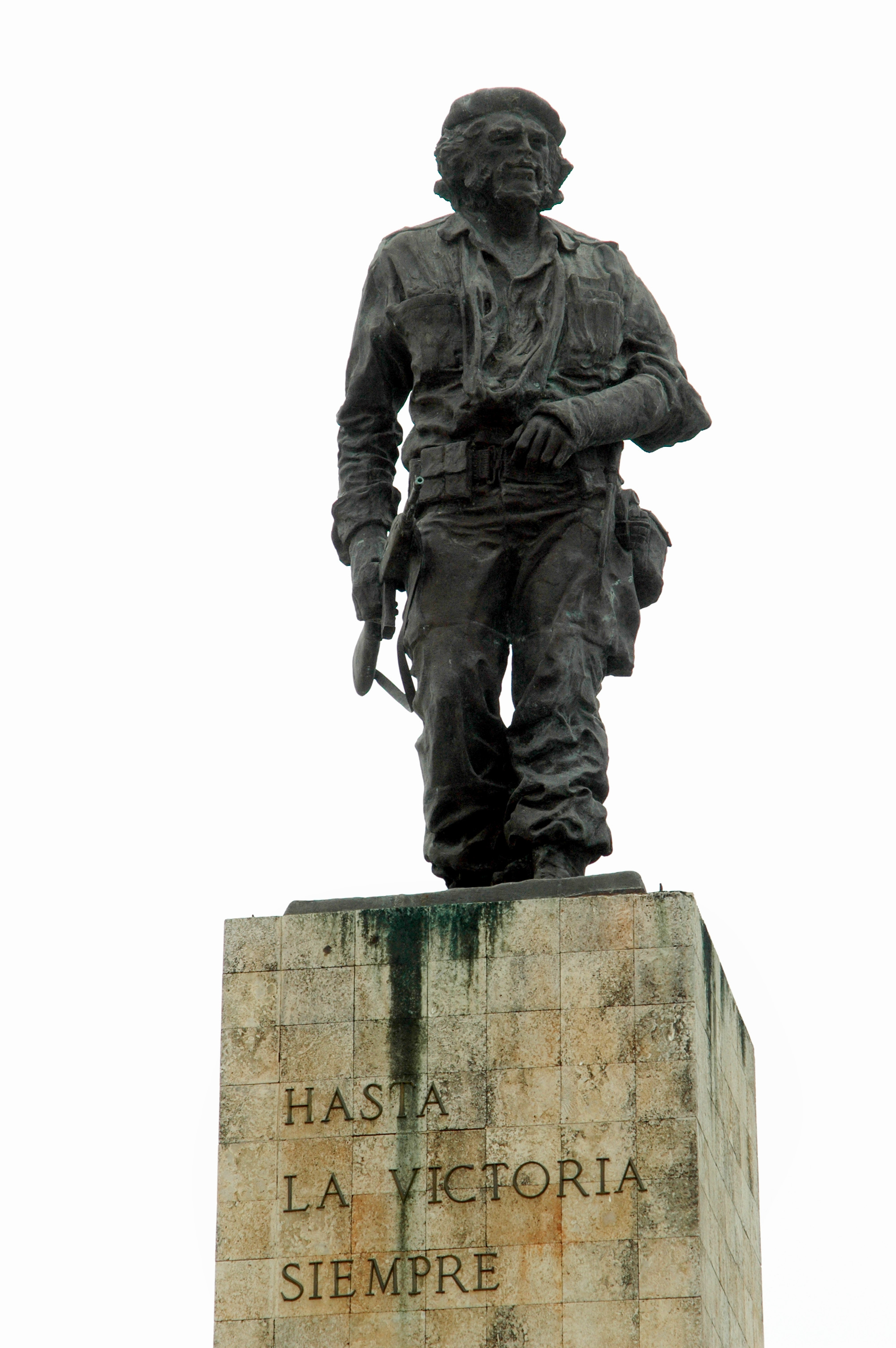
Estatua del Mausoleo del Che Guevara, en Santa Clara (Cuba). En su pedestal se lee la consigna «Hasta la victoria siempre».

Hasta la victoria siempre, patria o muerte es una consigna política usada por grupos de izquierda procastristas, atribuida al Che Guevara.
Fue escrita el 1 de abril de 1965 en una carta a Fidel Castro que iniciaba con el texto «Año de la Agricultura» –para indicar el año– y finalizaba con: «Hasta la victoria siempre, Patria o Muerte. Te abraza con todo fervor revolucionario (Che)». La carta se dio a conocer en un discurso dado por Castro el 3 de octubre de ese año, cuando se forma el Comité Central del Partido Comunista de Cuba, y se tenía que dar una explicación de por qué el Che no figuraba en él. Ernesto Che Guevara falleció en Bolivia el 9 de octubre de 1967. Mientras que, en la carta original, escribió «Hasta la victoria» separado de «Siempre, Patria o Muerte» en la siguiente línea, Fidel Castro, al leer la carta, lo pronunció todo seguido y así es como sería posteriormente popularizada.
En 1965, Carlos Puebla dedica al Che Guevara la reconocida canción Hasta siempre, Comandante, cuyo título se basa en la consigna.
El Movimiento Revolución Ciudadana en Ecuador utiliza el eslogan "hasta la victoria siempre",evocando la lucha por la justicia social y la resistencia, similar a otros movimientos de izquierda en América Latina

## En la cultura
La frase ha aparecido en numerosas publicaciones literarias, políticas, artísticas y de otro tipo. He aquí una lista limitada: 
Libros
- Ernesto Che Guevara, hasta la victoria, siempre! (1968), de Horst Kurnitzky
- ¡Hasta la victoria siempre! (2011) de Stefano Casini
- Che, ¡hasta la victoria siempre! (2013), de Yolanda Portuondo
- Hasta la victoria siempre (2017), de C. Armati
- ¡Hasta la victoria siempre!: Prosas silvestres de un chico de barrio (2018), de Antonio Frías
- Hasta la Victoria Siempre: ¡Siempre! (2019), de Enrique Mühlenberg

Canciones
- Hasta la Victoria (2006), de La 25
- Hasta la victoria (2012), de Datune
- Hasta la victoria siempre (2013), de Riot Propaganda
- Hasta la victoria siempre (2017), de Magic Magno
- Hasta La Victoria Siempre (2023), de RedStar

Películas
- Hasta la victoria siempre (1997)